# Anshel Schorr
Pour les articles homonymes, voir Schorr.
Anshel Schorr (1871-1942) est un compositeur, acteur, écrivain, parolier et directeur de théâtre yiddish des années 1920, aux États-Unis et au Canada.